# Blanca Castilla de Cortázar Larrea
Blanca Castilla de Cortázar Larrea (Vitoria, 25 de julio de 1951-Madrid, 11 de marzo de 2025) fue una filósofa, teóloga y antropóloga española.

## Biografía
Blanca se licenció en Filosofía en 1973 y estudió y realizó el doctorado en Teología por la Universidad de Navarra, con la tesis "Passio Christi ex Caritate", dirigida por Lucas F. Mateo Seco (1981). También se doctoró en Filosofía, con la tesis: "Noción de persona en Xavier Zubiri: una aproximación al género", dirigida por Alfonso López Quintás (1994) y realizó un Máster en Antropología por la Universidad Complutense de Madrid. Fue Honorary Research Fellow en la Universidad de Glasgow. También fue directora de dos Colegios Mayores: el Colegio Mayor Alcor (1983-1995) de la Universidad Complutense y del Colegio Mayor Goroabe (1977-1983) en la Universidad de Navarra.
Desempeñó su labor docente como profesora de Antropología en el Centro Universitario Villanueva adscrito a la Universidad Complutense, en el Instituto Teológico Juan Pablo II (Madrid), y en la Universidad Internacional de La Rioja. Y en otros centros: Escuela Europea de Educación, Instituto Valenciano de Fertilidad, Sexualidad y Relaciones familiares (IVAF) y en el Centro de Teología (Getafe).
A lo largo de su trayectoria docente e investigadora colaboró con diversas universidades españolas –Complutense, Navarra, San Pablo CEU,  Literaria de Valencia- y americanas –Católica y Los Andes (Chile), Piura (Perú), Iberoamericana (Ciudad de México) y La Sabana (Colombia)-, además del Ateneo Regina Apostolorum (Roma).
Ha estudiado a autores como Gabriel Marcel, Tomás de Aquino, Xavier Zubiri, Ludwig Feuerbach, Karol Wojtyła o Leonardo Polo y se ha especializado en temas de Antropología del género: la diferencia sexuada varón-mujer, aportando luz al problema de la teoría del género y al feminismo. Autora de más de cien artículos en revistas especializadas y libros en colaboración y prensa.
Numeraria del Opus Dei, fue una de las intelectuales católicas más importantes de habla hispana.
Blanca Castilla de Cortazar falleció el 11 de marzo de 2025, a causa de un cáncer.

## Sociedades a las que perteneció
- Sociedad Internacional Tomás de Aquino (SITA)
- Sociedad Mariológica Española.
- 'Honorary research fellow' en la Universidad de Glasglow.
- Real Academia de Doctores de España (desde 1997), Fue Secretaria General (2001-2005).[4]

## Libros
- Las coordenadas de la estructuración del yo: compromiso y fidelidad según Gabriel Marcel. 1994.
- Noción de persona en Xavier Zubiri: una aproximación al género. Ediciones Rialp. 1996. ISBN 9788432131233.[5]
- La antropología de Feuerbach y sus claves. Eiunsa. 1999. ISBN 9788489893795.
- La complementariedad varón-mujer. Nuevas hipótesis (3ª edición). Ediciones Rialp. 2004. ISBN 9788432135057. (enlace roto disponible en Internet Archive; véase el historial, la primera versión y la última).
- Persona y género. Ser varón, ser mujer. Ediciones Universitarias Internacionales. 1997. ISBN 9788489893153.
- Persona femenina, persona masculina (2ª edición). Ediciones Rialp. 2004. ISBN 9788432131219.
- ¿Fue creado el varón antes que la mujer? Reflexiones en torno a la Antropología de la Creación. Ediciones Rialp. 2005. ISBN 9788432135293.